# Indomyrlaea
Indomyrlaea is een geslacht van vlinders van de familie snuitmotten (Pyralidae).

## Soorten
- I. eugraphella Ragonot, 1888
- I. ferreotincta Hampson, 1912
- I. kalmasapada Roesler & Kuppers, 1979
- I. sutasoma Ruesler & Kuppers, 1979